# Al-Ahram Hebdo
Al-Ahram Hebdo est un hebdomadaire égyptien en langue française paraissant le mercredi.

## Présentation
Il s'agit d'un hebdomadaire illustré d'intérêt général. Dépendant de la maison mère du quotidien arabe Al-Ahram (les Pyramides) fondé en 1875, Al-Ahram Hebdo est créé en 1993. 
Al-Ahram Hebdo est conçu par des journalistes égyptiens francophones ou arabophones. L'utilisation de la langue française lui permet une plus grande liberté d'expression que le quotidien du même nom, pourtant largement estimé dans l'ensemble du monde arabe pour ses rubriques "Débats" et "Opinions". Al-Ahram Hebdo est, par sa dépendance au quotidien Al-Ahram, un journal gouvernemental. 

## Diffusion
En 1997, le tirage officiel était de 100 000 exemplaires dont la moitié en Égypte, et l’autre moitié en Europe via Francfort (envoyé par voie électronique).
Sa diffusion est estimée à 30 000 exemplaires en 2008. Son prix est de 3 livres égyptiennes soit environ 25 centimes d’euro. Les lecteurs sont principalement des Égyptiens francophones. Mais le journal s’adresse aussi aux expatriés ou diplomates francophones d’Afrique et d’Europe. Le site Web créé en 1999  présente l'intégralité des articles publiés ainsi qu'une rubrique "Archives".

## Directeurs
Le rédacteur en chef actuel est  Fouad Mansour depuis 2014. Mohamed Salmawy, ex-rédacteur en chef d’Al-Ahram Hebdo jusqu'en 2010 et fondateur du journal. Il est le secrétaire général de l'Union des Écrivains Arabes. 
Le directeur de la rédaction est Cherif Soliman depuis 2017.
Le président du groupe de presse Al-Ahram est Ahmed El Sayed El naggar.

## Journalistes
La majorité des journalistes d’Al-Ahram Hebdo sont des égyptiens francophones en plus de quelques plumes maghrébines et françaises.